# دانيال ريد
دانيال ريد (بالإنجليزية: Daniel Reed) هو لاعب تنس الطاولة بريطاني، ولد في 5 ديسمبر 1989 في نورثالرتون ‏ في المملكة المتحدة.

## روابط خارجية
- دانيال ريد على موقع اتحاد ألعاب الكومنولث (مؤرشف) (الإنجليزية)